# Wilhelm Sievers (Politiker, 1896)

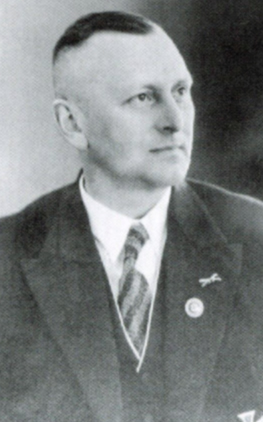
Wilhelm Sievers (um 1930)

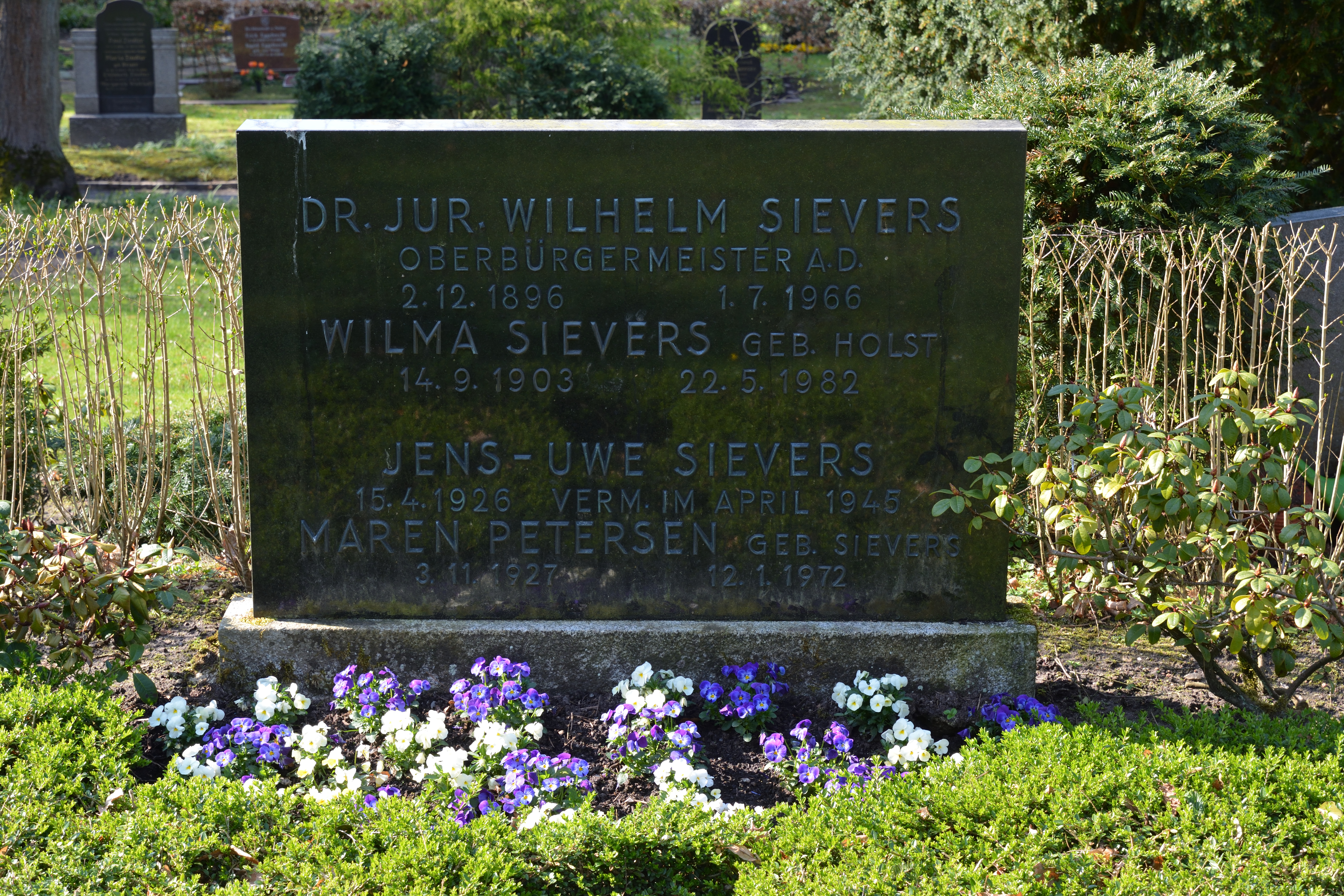
Grab auf dem Nordfriedhof Kiel

Wilhelm Sievers (* 2. Dezember 1896 in Kiel; † 1. Juli 1966 ebenda) war ein deutscher Politiker (NSDAP, CDU).

## Leben
Sievers war der Sohn eines Eisenbahnrangiermeisters. Er besuchte in Kiel die Oberrealschule, die heutige Max-Planck-Schule. 1914 meldete er sich als Kriegsfreiwilliger, avancierte innerhalb kurzer Zeit zum Offizier und wurde mit 19 Jahren jüngster Träger des Eisernen Kreuzes I. Klasse. 1917 legte er das Abitur ab, auf das er sich während seiner Urlaube vom Kriegseinsatz vorbereitet hatte.
Nach dem Krieg studierte er in Kiel, Marburg und Königsberg Rechts- und Staatswissenschaften. In Königsberg beteiligte er sich 1920 am Kapp-Putsch. 1928 wurde er promoviert. Am 25. Juli 1925 trat er mit der Mitgliedsnummer 12.007 der NSDAP bei.
Bis 1927 bekleidete Sievers Bürgermeisterposten in Visselhövede in der Lüneburger Heide, von 1931 bis 1933 das Bürgermeisteramt in Eckernförde und ab 1933 das Oberbürgermeisteramt in Flensburg. Aufgrund eines parteiinternen Konfliktes mit Gauleiter Hinrich Lohse von Schleswig-Holstein wurde Sievers vom Reichsparteigericht gemaßregelt und verlor zunächst seine offiziellen und Parteiämter. Selbst sein „Goldenes Parteiabzeichen“ wurde ihm abgenommen, obgleich dies nicht Gegenstand der Urteilssprechung war.
1937 wurde er zu Hitlers Geburtstag amnestiert und konnte sich gegen 70 Bewerber auf den Posten des Oberbürgermeisters von Brandenburg an der Havel durchsetzen. Da Brandenburg an der Havel als rote Hochburg galt, setzte Sievers hier eine besonders linientreue nationalsozialistische Kommunalpolitik durch.

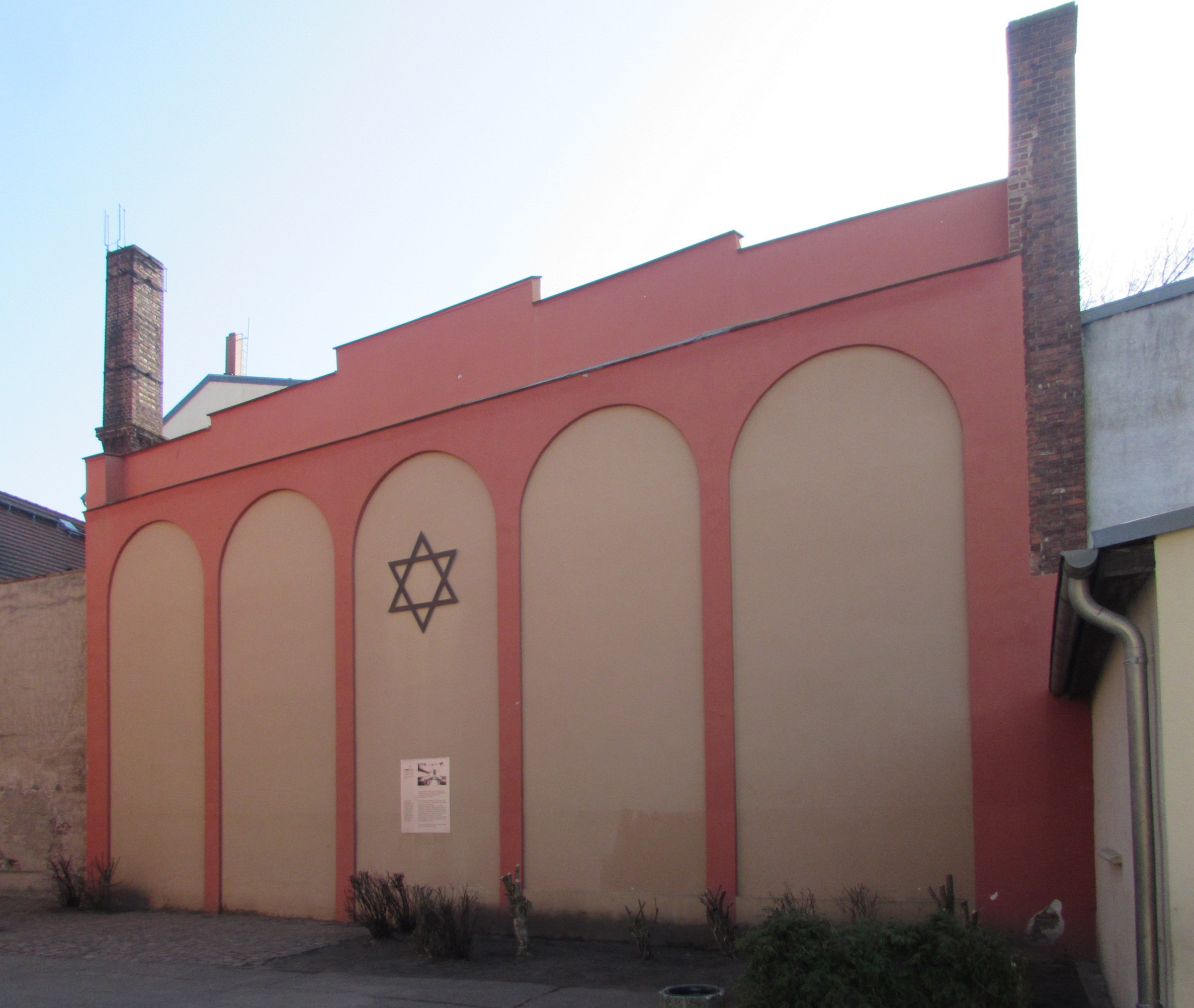
Gedenkstätte der auf Sievers Betreiben 1938 niedergebrannten Synagoge in Brandenburg an der Havel

Offensichtlich spielte hierbei eine gewichtige Rolle, dass sich der gemaßregelte Sievers in einer Bewährungssituation fühlte. So wurde ihm eine aktive Beteiligung am Brand der Synagoge in der Großen Münzenstraße und der Schändung des Jüdischen Friedhofs in der Geschwister-Scholl-Straße, der damaligen Schützenstraße, anlässlich der Reichspogromnacht am 9. November 1938, kurz nach seiner Amtseinführung, vorgeworfen. Während des Brandes der Synagoge wurde er von mehreren Zeugen in der Uniform eines SS-Obersturmbannführers gesehen. Nach eigener Aussage war Sievers der SS einem Befehl Heinrich Himmlers folgend am Vorabend beigetreten (SS-Nummer 309.831). Sievers bekleidete ebenfalls eine hohe Position im Sicherheitsdienst (SD) in Brandenburg an der Havel und unterstellte sich die politische Abteilung der Brandenburger Kriminalpolizei, der schlimme Exzesse gegen politisch Inhaftierte zur Last gelegt werden. In Sievers Amtszeit fiel die Verhaftung und Verantwortung für den Tod der jüdischen Gynäkologin Lilli Friesicke.
Verantwortung trug Sievers für die Bemühungen in den letzten Kriegstagen 1945, die längst verlorene Stadt Brandenburg an der Havel gegen die heranrückende Rote Armee zu verteidigen. Sievers soll sich geweigert haben, die bombengefährdete Stadt zu evakuieren, Lebensmitteldepots der Wehrmacht – von dieser freigestellt – für die notleidende Bevölkerung zu öffnen. Er soll noch in den letzten Stunden Soldaten der Infanteriekaserne wegen Fahnenflucht mit dem Erschießungstod bedroht haben.
Nach Kriegsende setzte sich Sievers über die Elbe ab und begab sich in alliierte Gefangenschaft. Vor der Spruchkammer Hiddensen/Lippe wurde er 1947 wegen Mitgliedschaft in verbrecherischen Organisationen des Dritten Reiches (SD und SS) zu 13 Monaten Haft verurteilt. Auf die Haftzeit wurde sein Aufenthalt im Internierungslager angerechnet.
Ab 1947 arbeitete Sievers bei einer Kieler Rechtsanwaltskanzlei. Er trat 1949 der CDU bei, deren Vorsitzender in Kiel er 1952 wurde. 1951 wurde er in den Rat der Stadt Kiel gewählt. 1955 wurde er Stadtpräsident von Kiel. Als ihm bei anstehenden Neuwahlen 1959 nur ein hinterer Listenplatz angeboten wurde, legte er seine Ämter nieder und trat aus der CDU aus.
Seine nationalsozialistische Vergangenheit wurde in seiner Kieler Zeit als Politiker öffentlich nicht angesprochen. Nach seinem Tod 1966 würdigte ihn der Kieler Magistrat als aufrechten Demokraten.
Am 30. Januar 2013 wurde Sievers’ Porträt wegen seiner Vergangenheit aus der Galerie der ehemaligen Bürgermeister und Stadtpräsidenten im Kieler Rathaus entfernt.